# 機動戦士ガンダム CROSS DIMENSION 0079
『機動戦士ガンダム CROSS DIMENSION 0079』（きどうせんしガンダム クロスディメンション ダブルオーセブンティナイン）は、1995年2月10日にバンダイが発売したスーパーファミコン用のウォー・シミュレーションゲーム（シミュレーションロールプレイングゲーム）。

## 概要
本作は、テレビアニメ及び劇場用アニメ『機動戦士ガンダム』を再現した本編（全14話）と、本編をクリアすると追加されるゲームオリジナル・ストーリー「死にゆく者たちへの祈り」（全6話）がプレイ出来るようになっている。
「死にゆく者たちへの祈り」では、アニメ本編でメカニックデザインを担当した大河原邦男による新規デザインのモビルスーツと、『機動戦士ガンダム0083 STARDUST MEMORY』や『機動戦士ガンダム 第08MS小隊』の川元利浩によってデザインされたキャラクターが登場し、ガンダム世界全体の幅を広げることとなった。この流れが後にゲームオリジナルストーリーガンダム作品である「機動戦士ガンダム外伝」シリーズへと繋がることになる。
以降は、便宜的に本編を第1部、「死にゆく者たちへの祈り」を第2部と記述する。
なお、第2部のシナリオのリメイク版は、のちにPlayStation 3用ソフト『機動戦士ガンダム サイドストーリーズ』に収録された。

## ゲームシステム
本ゲームはシミュレーションゲームとしては珍しいシステムが多い。ローグライクゲームに通ずる点もある。
- ミノフスキー粒子の影響で有視界下における戦闘を余儀なくされるという原作の設定をゲーム用にアレンジし、味方機の有視界下、つまり前方にいてそれほど離れていない敵でないと居場所を確認出来ない。ただし、熱源探知レーダーにより敵がいる方向のみ分かる。このため、一度移動を選択するとキャンセル出来ない。更に、熱源探知レーダーはそのターンに行動している敵にしか反応しない。
- 敵のステータスは一切表示されない。ダメージ量の他はグラフィックから武装を判断できる程度である。
- ガンダムは、白兵戦時に対戦型格闘ゲームのように十字キーを入力することで必殺技を使える。
- ヒットポイントに相当するエネルギーは、ダメージや移動で減少する。そのためエネルギーが0になると移動できなくなり、マイナスになると撃破される。
- 支援機に援護を要請することで、縦長に広範囲を攻撃できる。しかし、前述の通り敵の位置が確認できないので利用が難しい。一度援護を行うと暫くの間は使用できなくなる。
- レベルを上げることでプライムポイント（能力値）を獲得できる。プライムポイントは出撃前とレベル上昇時に自由に何度でも振り分け直せるので、まずは格闘戦に特化しのちに射撃戦タイプに変更、といったことも可能である。プライムポイントの配分で砲撃銃や必殺技が変わる。敵モビルスーツもそれぞれプライムポイントを配分しているらしく、終盤になると、格闘防御または射撃防御の一方にプライムポイントを配分しているのか、一方の攻撃が極端に効かない者が出てくる。

## 特殊攻撃（必殺技）
白兵戦と銃攻撃の2種類があり、いくつかは敵機も使用する。特殊攻撃と通常の銃攻撃は移動前でないと使用できないが、敵機は移動後にも使用する場合がある。
うち白兵戦は十字キーを入力して発動させる仕組みとなっており、一定回数以上使用して記憶率が100%になるとATTACKコマンドを選んだ際に表示されるようになる。一方、銃攻撃は「特殊弾丸」と呼ばれるアイテムを消費して発動させる仕組みとなっており、強力な技ほど消費量が多い。
また、これらの技の中には機体によって動作が異なったり、特定の機体のみが使用可能なものもある。

## 第1部

### 特徴
アニメ『機動戦士ガンダム』のダイジェスト版といった趣になっている。原作アニメを知らないプレイヤーに対する配慮（改変）も見られるが、登場人物の出会いや登場時期を大きく省いている箇所も多い。特に原作同様、物語終盤でアムロとシャアがザビ家について意見を言うシーンがあるが、肝心のザビ家についての説明が不足しており、ギレンに至っては名前すら登場しない。
この事について書籍『B-CLUB』113号に掲載されたゲームデザイナーへのインタビューによれば、アニメを知らないユーザーも楽しめるように考慮した結果、劇場版の機動戦士ガンダムはテレビ版を忠実に再現しているわけではないが、テレビ版を知らなくても物語が理解できると気付き、同じように作ってみた。いうなれば、本作品はゲーム版の機動戦士ガンダムであると語っている。また、ビジュアルシーンのカメラ位置が原作とは異なるのは意図したものであり、原作のBGMが使用されていないのは、ノスタルジーだけで作品を作りたくなかったためと語っている。

### シナリオ
1. ガンダム、大地に立つ!
2. 強襲!赤い彗星
3. 大気圏突入
4. 翔べ!ガンダム
5. ガルマ 散る
6. ランバ・ラル特攻
7. 突撃! 黒い三連星
8. 復活のシャア
9. 強行突破作戦
10. コンスコン強襲
11. ソロモン攻略戦
12. 光る宇宙
13. 宇宙要塞ア・バオア・クー
14. 脱出

### 登場人物
ゲームの仕様上、アニメ本編との変更点や矛盾点が多いのが特徴だが、ここでは割愛する。
- アムロ・レイ
- ブライト・ノア
- セイラ・マス
- リュウ・ホセイ
- カイ・シデン
- ハヤト・コバヤシ
- マチルダ・アジャン
- フラウ・ボゥ
- スレッガー・ロウ
- デニム、ジーン
- シャア・アズナブル
- ガルマ・ザビ
- ランバ・ラル
- 黒い三連星（ガイア、マッシュ、オルテガ）
- デミトリー
- コンスコン
- ララァ・スン
- ドズル・ザビ
- キシリア・ザビ

## 第2部（死にゆく者たちへの祈り）

### ストーリー
地球連邦軍はオデッサを奪回すべく部隊を集結しつつあった。ジオンのアジア攻略部隊がこれを迎え撃つが敗退。作戦に参加したヘンリー・ブーン大尉率いるウルフ・ガー隊は本隊を見失い、はぐれ部隊になってしまう。それは、ガルマ・ザビが戦死してから5日後の宇宙世紀0079年10月9日のことであった。
ゴビ砂漠をさまようウルフ・ガー隊は連邦軍の基地を発見。食料と弾薬の補給のためにこれを奇襲する。相手の戦力は少なく、コンテナに中身が書いてあることもあり、物資の奪取は拍子抜けなほど簡単に終わる。一旦撤収したウルフ・ガー隊は、ザクとグフからなる自分達と同じようなはぐれ部隊が、先程の自分達と同じように基地へ向かっていくのを発見する。隊員は合流を提案するが、隊長ヘンリー・ブーンの指示によりひとまず様子を見ることにする。彼はこのような砂漠の真ん中に基地があること、奪取した弾薬のコンテナに書いてあった"RX78XX"という文字、その中身がすべてモビルスーツ用であったことから、新型のモビルスーツがいる可能性が高いと説明する。
一方、その連邦基地にはアルバトロス輸送中隊が駐留していた。彼らには新型モビルスーツ「RX-78XX ピクシー」をホワイトベース隊に届けるべくオデッサへ向かうという任務に就いている。しかし度重なる戦闘で、白兵戦の出来ないガンキャノンは既に4機も撃破され、残りは2機だけ。ピクシーを使えば対等に戦えるかもしれないが、長くジャブローにいて現場が分かっていない輸送隊長がそれを許可しない。ウルフ・ガー隊の存在に気づいた小隊長ボルク・クライ大尉は独断でピクシーの使用を決行する。敵軍を瞬時に一掃するほどの性能にボルク自身も驚愕する一方、その戦いを見物していたウルフ・ガー隊は、パイロットが機体の性能に振り回されていると判断し、乗りこなす前に撃破せんと再襲撃をかける。
幾度かの戦闘の末、双方生き残ったのは隊長機だけ。そして無人になった基地で一騎討ちが行われる。
なお、オリジナル版の第2部では最終戦の一騎討ちの勝敗によって結末が変化する。プレイヤー（ボルク）が勝利した場合は、ボルクがウルフ・ガー隊のサキ・グラハムを救出し、彼女の手当てをするために無人となった基地に戻る結末を迎える。一方、ヘンリーが勝利した場合は、のちに彼がソロモン防衛戦に参加したことが語られるところで物語は終幕を迎える。
また、 『サイドストーリーズ』に収録されたリメイク版ではボルクが必ず勝利し、一人生き残るも「これは一体何のための戦いなのか」と叫び崩れ落ちる。後日、基地近傍で連邦の回収部隊が砂に下半身が埋もれたピクシーを発見するが、パイロットについての言及はない。

### シナリオ
1. 襲撃
2. かませイヌ
3. はぐれ者
4. ヒット　アンド　アウェイ
5. クロス　レンジ　アタック
6. 死にゆく者たちへの祈り

### 登場人物
声優はゲーム『機動戦士ガンダム0083カードビルダー 両雄激突』、『機動戦士ガンダム サイドストーリーズ』、『SDガンダム GGENERATION GENESIS』のもの。

#### アルバトロス輸送中隊
地球連邦軍の特殊任務輸送中隊で、オデッサ攻略作戦への参加と、同じくオデッサに向かっているホワイトベース隊へ、新型モビルスーツ「ピクシー」を届けることを任務とする。モビルスーツ隊と輸送隊、補給小隊で混成されている。MS隊は全6機のガンキャノンで2つの小隊を組んでいるが、度重なる攻撃を受け、10月9日の時点で第1小隊は壊滅し、残っているのは第2小隊のみである。劇中で確認できる輸送機はミデア1機のみ。
ボルク・クライ
声：東地宏樹
護衛小隊の小隊長。階級は大尉、28歳。もとは戦闘機のパイロットであったが、現場至上主義者のため配備される先々で上官に反抗的な態度を取り、ゴビ砂漠の基地へ左遷される。ジオン軍の襲撃に対して輸送中の機体（ピクシー）の使用を上官に進言するなど、柔軟な発想の持ち主。また、率先して前線に立ち、部下からの信頼も厚い。自分達がジオンに囲まれていると認識した際は、これではアラモ（の戦い）だとたとえている。使用許可の下りたピクシーを操縦し、ジオン軍による数回の襲撃を退ける。
説明書には「ボルグ」と表記されているが、ゲーム中やその他の資料では「ボルク」で統一されている。
ダバ・ソイ
声：高橋伸也
ボルクの部下。階級は軍曹、24歳。もとは香港で警察官をしていたが、徴兵されてMSパイロットとなる。ボルクに出会い、その現場至上主義に深く共感し、共に部隊を転々とする。しかし、ボルクと異なり、強く上官に反発できない性格である。ガンキャノンに搭乗。
サナ・ニマ
声：山本祥太
ボルクの部下。階級は伍長、22歳。もとはロシアの田舎の基地に勤めていたが、ジオン軍との交戦の際に敵前逃亡し投獄される。兵員不足によりすぐに釈放され、ボルクの部隊に編入される。物語開始時点で彼の乗機はなく、ボルクがピクシーに搭乗した後に彼のガンキャノンを使用する。
ノクト・ガディッシュ
声：喜山茂雄
アルバトロス隊隊長。階級は少佐、42歳。エルラン中将の親戚である。もとはジャブローで司令補佐を勤めていたが、判断ミスにより作戦が遅れた責任を取らされ、砂漠の基地に左遷される。エリートコースを外れたあともエリート意識が非常に強く、ボルク達をクズと罵っている。パイロットは命令にだけ従っていればよいという書類至上主義者であるため、現場至上主義であるボルクを目の仇にしている。
ウルフ・ガー隊の度重なる襲撃で、最終的には戦闘中のボルクを捨て駒にしてミデアで基地から離脱した。『サイドストーリーズ』ではミデアで基地から離脱しようとする展開は同じだが、ウルフ・ガー隊のサキがミデアに潜入して自爆した事で爆発に巻き込まれて死亡した。

#### ウルフ・ガー隊
ジオン公国軍の第17MS小隊（特殊任務班）で、マ・クベ大佐によって設立された犯罪者を中心とした部隊。主任務は偵察と後方撹乱。同隊は宇宙において結成され、地球侵攻作戦の際に地上に降下している。地球連邦軍のシルクロード反攻作戦「デザート・ドラゴン」に対する迎撃部隊に編入されるが敗退し、本隊を見失う。犯罪者というはぐれ者の集団であることと、本隊を見失って砂漠を放浪するという、二重の意味で「はぐれ部隊」となった。
ヘンリー・ブーン
声：寺杣昌紀（現：てらそままさき）
階級は大尉で、イフリートに搭乗。34歳。もとはキシリアの親衛隊員で、ルウム戦役ではMS部隊に編入。その後に起きた反ザビ家有志によるクーデター未遂事件の嫌疑をかけられ、地上に降ろされる。鼻筋の傷はそのときの尋問の跡。冷静沈着な性格で、分析能力に長けているが、常に戦いを求めている。
実は10日前（9月30日前後）に地球連邦軍の新型モビルスーツ破壊の命を受けていたが、マーチン以外の隊員には知らせなかった。そのため、本隊とはぐれたと装って敵基地に近づいたようである（『サイドストーリーズ』版ではそうだと明言しているが、マーチンにも知らせなかった模様）。最終的には新型機ピクシーと一騎討ちを行う。
マーチン・ハガー
声：三宅健太
階級は曹長で、火炎放射器を装備したザクIIに搭乗。34歳。左目は酒場での喧嘩により失明。ヘンリーとはハイスクール時代からの友人。ヘンリーと同じく、クーデター未遂に関わったと疑惑を持たれたことと、もとは空挺部隊の新兵教育係だったが、8人の新兵を死に至らしめたことで、地上に降ろされ、その後ウルフ・ガー隊に編入される。気性は荒く粗暴であるが、部下思いの一面を持つ。
「ヘルハウンド隊副長」とする資料もあるが、これがもといた空挺部隊の名称なのか、ウルフ・ガー隊の別名なのかは不明。
最終局面のみマシンガンを装備したザクIIに搭乗しているが、火炎放射器の射程と同じ間合いで射撃を行うので絶対に当たらない。
サキ・グラハム
声：浅野まゆみ
階級は軍曹で、バズーカを装備したザクIIに搭乗、21歳。情報分析能力に優れ、ヘンリーの補佐もしている。ルウム戦役で戦死した兄の影響を受けて、自ら特殊部隊を志す。当初はランバ・ラル隊に志願するが、ウルフ・ガー隊に配属される。同隊の中で最年少で唯一の非犯罪者であり、第2部に登場する唯一の女性である。男勝りで勝気な性格であり、モビルスーツの操縦技術も高く、機動性を活かした戦法を得意とする。
『サイドストーリーズ』では復讐のために「一人でも多くの敵を倒すことが望み」という設定が追加され、搭乗機を乗り捨てた後は離陸したノクトが搭乗するミデアを道連れに自爆する。
レイ・ハミルトン
声：豊永利行
階級は伍長で、ナパームを装備したザクIIに搭乗。22歳。女性のような甘い顔立ちの為に訓練学校で同性愛者と噂され、噂を流した同僚2名を殺害。そしてウルフ・ガー隊に配属され、メカニックとして重宝されている。
レスタ・キャロット
声：烏丸祐一
階級は伍長で、マシンガンを装備したザクIIに搭乗、22歳。家族を疎開させるために強盗殺人を犯して投獄されるも、訓練学校での成績は良く、パイロットの腕の高さを買われて、ヘンリーに拾われる。いつも一言多い。

### 登場メカニック
ピクシー
本作オリジナルの機体で、宇宙用の装備を省き白兵戦に特化したガンダムのバリエーション機。レベルは第1部のガンダムのものを引き継ぐ。武装はビームダガー、バルカン、サブマシンガン。
ガンキャノン
レベルは第1部のガンキャノンのものを引き継ぐ。やはりゲーム中では型式番号がRX-77-1になっている。基本的に第1部と変わりないが、Gピンポイントが使えなくなっている。
原作のホワイトベース隊のガンキャノンはザクIIを格闘戦の末戦闘不能に陥れたこともあるが、本作では敵味方双方から接近戦のできない欠陥機として扱われており、ピクシーと違い新型モビルスーツとは認識されていない。
ミデア
第1部同様イベントでのみ登場。ノクトは戦闘中のボルクとピクシーを見捨て発進させてしまう。
イフリート
本作オリジナルの機体。1ターンに2回行動する。同じく2回行動をするシャア専用ズゴックやゲルググと違い、1回攻撃を加えただけで逃げてしまうということはないので、決着は早くつく。格闘戦に特化しているだけあって、3回または6回斬り付ける必殺技を用いる。
ザクII
第1部のものと特に変化は無い。ウルフ・ガー隊のものは耐久力が高い。
グフ
第1部のものと特に変化は無い。ウルフ・ガー隊とは別の部隊が複数機使用していた。なお、10月9日というのはランバ・ラル隊とホワイトベース隊が遭遇した3日後である。

### 開発
ゲームデザイナー・神谷春輝へのインタビューによると、当初の構想では「樹氷の魔女」という4部構成の物語で、自機がジオン側のオリジナルストーリーだけでゲーム化し、モビルアーマーも登場する予定だったが、本編のガンダムを知らないユーザーのために、本編をメイン、オリジナルを後ろに持ってきた。しかし容量の限界で第2部「ウルフ・ガー」しか収録できなかったという（「彼らの戦いはまだ続く… TO BE CONTINUED…」という一文が表示されるというエンディングになっているのはこの為）。構想では3機のイフリートとピクシーがそれぞれの場所で戦い抜き、最終的にはそれぞれが宇宙に集結するという展開だったとされる。また、本作品の元ネタは神谷が好きな『機動戦士ガンダム0080 ポケットの中の戦争』であると述べており、「0080のように、顔見知り同士がそうとは知らずに同じ戦場にいるという状況を宇宙に上がってからの話でやりたい」と語っていた。なお、第2部以外のタイトルやシナリオは公表されていない。
『機動戦士ガンダム サイドストーリーズ』にリメイク版が収録されたが、自機がウルフ・ガー隊側に変更されている。また原作版ではアルバトロス隊とウルフ・ガー隊双方の物語が描かれたが、リメイク版はゲームシステムの都合もあり、アルバトロス隊のエピソードが一部省略されている。